# Mike Caron
Mike Caron (* 16. September 1971 in Saint Louis, Missouri) ist ein US-amerikanischer Regisseur, welcher vor allem durch seine Arbeit an der Nickelodeon Sitcom Henry Danger bekannt wurde.

## Karriere
Caron wurde das erste Mal im Jahr 1999 in einer Produktion tätig als Stage Manager in Passions.
Später arbeitete Caron unter anderem für die Nickelodeon-Shows Drake & Josh, Zoey 101, iCarly, Victorious, Sam & Cat oder auch Game Shakers als Regisseur.
Bekannt wurde Caron durch seine Tätigkeit als Regisseur in der Nickelodeon Sitcom Henry Danger und dem Spin-Off Danger Force. Außerdem wurde er als Regisseur für 2 Episoden der Nickelodeon Sitcom Side Hustle tätig.
Seit 2022 ist Mike Caron in der Paramount+ Spin-Off-Show The Fairly OddParents: Fairly Odder als Executive Producer tätig.

## Filmografie

### Regisseur
- 2005–2007: Drake & Josh (Fernsehserie, 27 Folgen)
- 2006–2007: Sons & Daughter (Fernsehserie, 10 Folgen)
- 2006–2008: Zoey 101 (Fernsehserie, 26 Folgen)
- 2007–2010: iCarly (Fernsehserie, 69 Folgen)
- 2008: iCarly: Trouble in Tokio (iCarly: iGo to Japan, Fernsehfilm)
- 2010–2013: Victorious (Fernsehserie, 57 Folgen)
- 2011: iCarly: Party mit Victorious (iCarly: iParty with Victorious, Fernsehfilm)
- 2013–2014: Sam & Cat (Fernsehserie, 35 Folgen)
- 2014–2020: Henry Danger (Fernsehserie, 86 Folgen)
- 2015–2019: Game Shakers (Fernsehserie, 13 Folgen)
- 2020–: Danger Force (Fernsehserie)
- 2020: The Pick Up (Kurzfilm)
- 2020: Side Hustle (Fernsehserie, 2 Folgen)

### Schauspieler
- 2020: The Pick-Up (Kurzfilm)
- 2021–2022: Danger Force (Fernsehserie, 2 Folgen)

### Produzent
- 2021–: Danger Force (Fernsehserie)
- 2022–: The Fairly OddParents: Fairly Odder (Fernsehserie)

### Stage Manager
- 1999: Passions (Fernsehserie)